# Brainerd
Brainerd è un comune degli Stati Uniti d'America, situato in Minnesota, nella contea di Crow Wing, della quale è anche il capoluogo.